# Daron Malakian
Daron Vartan Malakian (Los Angeles, 18 de julho de 1975) é um cantor, compositor, multi-instrumentista e produtor musical armênio-americano, mais conhecido como guitarrista e vocalista de apoio da banda System of a Down, como o vocalista da banda Scars on Broadway, onde é multi-instrumentista em estúdio e guitarrista solo em apresentações ao vivo. Como os outros membros do System of a Down, é de ascendência armênia, porém é o único membro a de fato ter nascido nos Estados Unidos.
Foi apontado como o 30º na lista dos The 20 Greatest Metal Guitarists Ever. Conhecido por seu jeito de tocar distinto e está classificado em 14º na lista do Loudwire dos Top 50 Hard Rock + Metal Guitarists of All Time e em 11º na enquete The 20 Greatest Metal Guitarists Ever da MusicRadar. Ele é colocado em 30º na lista da Guitar World dos The 100 Greatest Heavy Metal Guitarists of All Time.

## Biografia
Malakian nasceu na Califórnia, filho único dos armênios Vartan Malakian, nascido no Iraque, e de Zepur Malakian, nascida no Irã. Vartan Malakian é pintor, dançarino e coreógrafo e Zepur Malakian é uma escultora que ensinou escultura em nível de faculdade no início de sua carreira.
Malakian mostrou interesse pela musica, ele conta que aos 4 anos ja se interessava pelo colecionismo de discos. Bandas como Kiss, Van Halen, Judas Priest, Ozzy Osbourne, White Zombie, Def Leppard, Motörhead, Black Sabbath e Iron Maiden Marcaram sua infancia e juventude.
Desde muito cedo, Daron sempre quis tocar bateria, mas seus pais lhe deram uma guitarra porque "você não pode desligar uma bateria". começou a tocar guitarra aos 11 anos, nos primeiros anos aprendeu a tocar de ouvido, depois de alguns anos, ganhou reputação de instrumentista no colégio e aos 16 ou 17 percebeu que era um bom instrumento de composição e de sentimento.
Enquanto adolescente, Malakian ouvia bandas de thrash metal como Slayer, Venom, Metallica, Pantera e Sepultura. Então começou a ouvir The Beatles e cita John Lennon como uma de suas maiores influências como compositor, também cita outras bandas britânicas, como The Kinks e The Who, bem como folk-rock, como o trio Peter, Paul and Mary e o pioneiro do punk Iggy Pop.
Daron estudou na Rose and Alex Pilibos Armenian School no lado de Los Feliz em Hollywood, onde conheceu seus futuros companheiros de banda Shavo Odadjian e Ontronik "Andy" Khachaturian (baterista original do System of a Down). O vocalista do System of a Down, Serj Tankian, frequentou a escola também, mas ele estava muitos anos acima de Malakian e dos outros. Malakian posteriormente frequentou a Glendale High School quando adolescente. Ele é um fã de longa data da equipe de hóquei no gelo Edmonton Oilers, tendo uma grande coleção de objetos relacionados a estes.
Daron conheceu Serj Tankian em 1993, enquanto os dois frequentavam o mesmo estúdio de ensaio, mas tocando em bandas diferentes. Tankian estava tocando teclado para uma banda, e Daron estava tocando guitarra e cantando para outro grupo. Eles formaram uma jam band chamada "Soil" com o baixista Dave Hakopyan, o baterista Domingo Laraino e o guitarrista rítmico Shavo Odadjian, este também tornou-se empresário da banda. A banda Soil se separou e Malakian, Tankian e Odadjian (que mudou para o baixo) formaram uma nova banda usando o nome de “System of a Down”, baseado em um poema que Daron escreveu, intitulado "Victims of a Down", devido Odadjian achar que "System" era uma palavra mais forte do que "Victims". Então recrutaram o baterista Andy Khachaturian, que foi substituído em 1997 por John Dolmayan após uma lesão no pulso.
Malakian co-produziu os álbuns do System of a Down com Rick Rubin, assim como álbuns The Ambulance e Bad Acid Trip (uma banda da Serjical Strike Records, que tinha Serj Tankian como membro). Em 2003, Malakian começou seu próprio selo musical, EatUrMusic, no qual Amen foi a primeira banda contratada. A gravadora agora está inativa e seu status atual é desconhecido.

## Outros projetos
Malakian co-produziu todos os álbuns em parceria com Rick Rubin. Produziu também os álbuns das bandas as The Ambulance e Bad Acid Trip.
Em 2003 Daron fundou a então gravadora EatUrMusic, que está atualmente inativa, a banda Amen foi a primeira a assinar.
Malakian e Dolmayan têm uma banda chamada Scars on Broadway o primeiro álbum foi lançado no dia 28 de julho de 2008. A banda entrou em hiato no ano de sua estreia aos palcos (2008) e se reuniu novamente para dois shows em 2010.
Em 2010 Daron colaborou com o mais recente álbum do grupo de rapper Cypress Hill, Rise Up tocando bateria e produzindo a música Trouble Seeker.
Recentemente Daron foi convidado por Jacob Armen para fazer uma participação especial no seu novo álbum, When Drums Conduct, na faixa Rome. Vocais, letra, guitarra, teclado e efeitos sonoros são de autoria de Daron.
Em 2012 John Dolmayan havia declarado em uma entrevista que ele não estava mais ligado ao Scars on Broadway sendo substituído por um baterista chamado Jules Pampena. Jules era baterista da banda Curious Case, um dos projetos paralelos de Dominic Cifarelli, baixista do Scars.
Todas as baterias do novo álbum, que deve ser lançado muito em breve, foram gravadas por Daron Malakian, que por sua vez, também gravou boa parte dos outros instrumentos.

## EatUrMusic
EatUrMusic pertence a Sony e começou a funcionar em 2003. Atualmente está inativa e sua situação atual é desconhecida.
A primeira banda a assinar contrato com a editora foi a banda de punk metal Amen.
Alguns rumores disseram que o primeiro álbum da banda Scars on Broadway seria lançado por essa gravadora, porém o álbum auto-intitulado da banda foi lançado pela Interscope (pertencente a Universal Music Group)

## Discografia Com O Scars On Broadway

### Scars on Broadway
- 2008 - Scars On Broadway

- 2018 - Dictator
- 2025 - Addicted To The Violence

### Outras aparições
| Live performances |                                                         |                  |                       |
| 2000              | Metallica (featuring Jonathan Davis and Daron Malakian) | "One"            |                       |
| 2000              | Metallica (featuring Serj Tankian and Daron Malakian)   | "Mastertarium"   |                       |
| 2003              | Metallica (featuring Serj Tankian and Daron Malakian)   | "Creeping Death" | Reading Festival 2003 |
| 2003              | The Ambulance (featuring Daron Malakian)                | "Stop"           |                       |
| 2010              | Cypress Hill (featuring Daron Malakian)                 | "Trouble Seeker" | Rise Up               |
| 2014              | Linkin Park (featuring Daron Malakian)                  | "Rebellion"      | The Hunting Party     |

## Equipamento

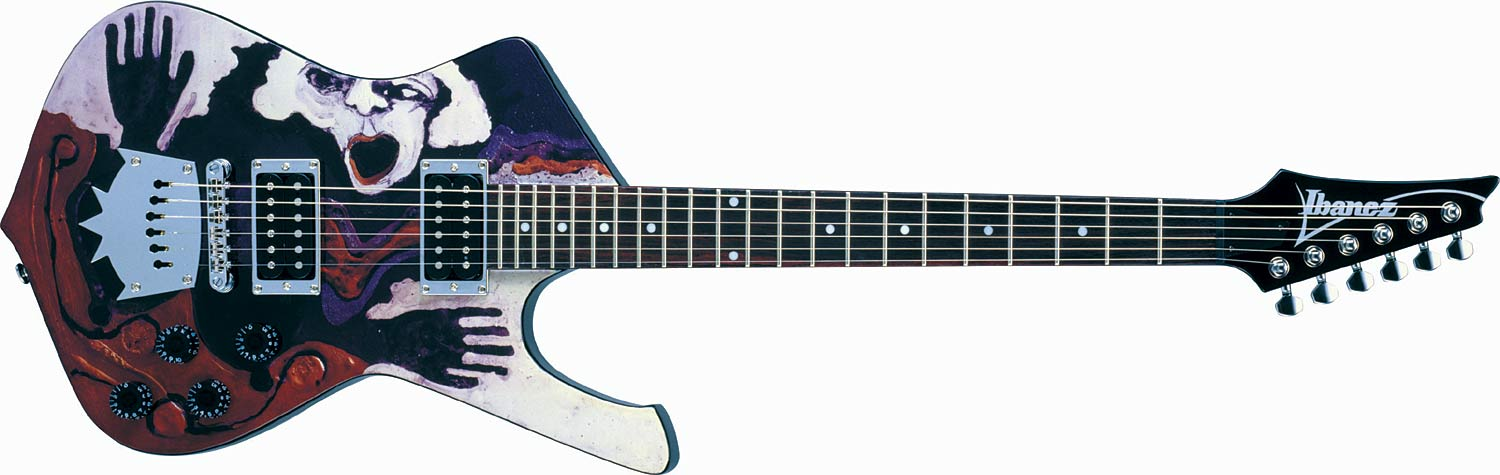
Um modelo de guitarra usado por Daron.

### Guitarras
- Fender Standard Stratocaster
- Fender Stratocaster
- Fender Powerstrat
- Ibanez IC 301
- Custom Ibanez IC 300 (Versão 1)
- Custom Ibanez IC 300 (Versão 2)
- Custom Ibanez IC 300 (Versão 3)
- Custom Ibanez IC 300
- Ibanez IC 200
- Custom Ibanez IC 200
- Ibanez DMM-1 Daron Malakian Signature Modell
- Custom Ibanez ICX 120 (Paint)
- Ibanez ICX 120
- Ibanez Iceman Paul Stanley Signature Modell
- Custom Ibanez Baritone Iceman "Iceman 2"
- Gibson Les Paul Standard
- Gibson SG Standard
- Jackson RR-5

### Pedais
- Boss MT-2 Metal Zone "É o melhor pedal pra distorção no Metal." - Malakian
- FullTone Clyde Wah Wah Pedal
- Line 6 DL-4 Delay Modeler Looper pedal
- MXR Phase 90

### Amplificadores
- Marshall MODE FOUR amplifier
- Mesa Boogie Dual Rectifier
- Mesa Boogie Triple Rectifier
- Marshall 1987X "Plexi
- Orange 120 Head
- Matchless Amp
- Vox Head
- Ibanez Head
- Soldano Head
- Carvin Legacy VL100 Head
- Marshall 1960B Straight Cabinet 4x12
- Mesa Boogie Cabinets
- Marshall JMP 100 Watt Master Volume Head (Usado nos álbuns Mezmerize e no Hypnotize)
- Divided by 13 model FTR-37 amp

### Cordas
- Ernie Ball Skinny Top Heavy Bottom .10-.52 gauge strings
- Ernie Ball 0,09

## Prêmios
- Indicado a melhor atuação de Hard Rock com "Lonely Day"
- Wood Music Awards de melhor atuação de Hard Rock com a música "Question!"
- A sua música "Toxicity" ficou em #14 na lista das 40 Melhores Canções do Metal
- Eleito pela Revista Guitar World como o 30º melhor guitarrista de Hard Rock da história
- Eleito pela Revista Guitar Man, com o 36º melhor guitarrista da história
- Melhor riff de 2005, System of a Down, com a música "B.Y.O.B."
- System of a Down, eleito pela revista canadense Metal World, como um dos vinte pais do Heavy Metal
- System of a Down ganhou um prêmio armênio-canadense de palestras contra a corrupção do Governo dos E.U.A
- Em fevereiro de 2005 foi capa da revista Guitar World pelo aniversário de 25 anos da revista junto com, Zakk Wylde, Slash, John Frusciante, Munky, Tom Morello e Dean Deleo.